# Ban Tây Bắc
Ban Tây Bắc hay còn gọi là hoa ban, ban trắng, ban sọc, móng bò sọc (danh pháp hai phần: Bauhinia variegata) là một loài thực vật có hoa trong họ Đậu (Fabaceae), có nguồn gốc ở miền đông nam châu Á, từ miền nam Trung Quốc kéo dài về phía tây tới Ấn Độ.

## Sinh học và phân bổ

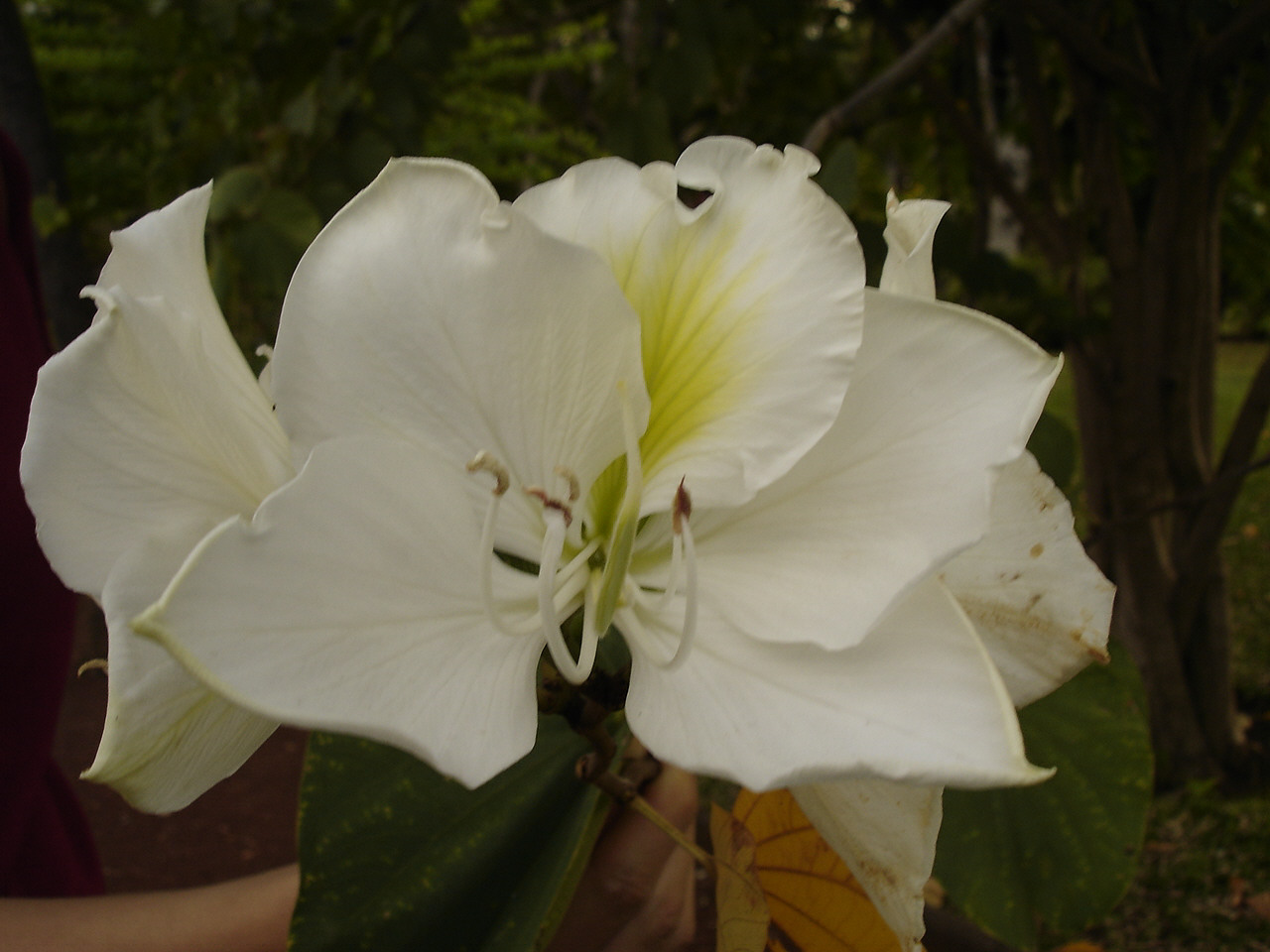
Hoa ban trắng

Cây bụi lớn hoặc gỗ nhỏ có thể cao tới 10-12 m. Tán cây dạng phân tán, thân cây dạng hợp trục. Cành non hơi có lông. Lá kép liền thân mọc cách. Kích thước phiến lá của nó dài khoảng 10-20 cm và rộng bản, tròn và lưỡng thùy ở gốc và đỉnh phiến lá. Mặt trên không lông, mặt dưới có ít lông. Hoa thường mọc ra từ nách lá còn non. Hoa của nó dễ thấy, có 5 cánh có màu thường là màu trắng có sọc hồng nhạt, tím hoặc là màu phớt tím có sọc tím đậm hơn, hồng nhạt có sọc đậm hơn. Đường kính hoa khoảng từ 8–12 cm. Mùa hoa vào tháng 3-4. Quả là loại quả đậu dài 15–30 cm, bên trong chứa vài hạt.
Cây hàng năm rụng lá vào mùa khô. Thường phân bổ ở rừng bán rụng lá, savan hoặc ven rừng, ven làng bản. Khí hậu thích hợp là nhiệt đới gió mùa hoặc cận nhiệt đới. Nó mọc tự nhiên hoặc được trồng khắp miền Nam Trung Quốc, Việt Nam (phân bổ tự nhiên chỉ có ở Tây Bắc), Lào, Campuchia, Thái Lan, Myanmar, Nepal, Ấn Độ.

## Tên và phân loại dưới loài

### Danh sách thứ
Theo CatalogueofLife, NCBI và ThePlantList đang công nhận có 2 thứ/ giống của loài:
- Thứ/ giống Bauhinia variegata var. candida
- Thứ/ giống Bauhinia variegata var. variegata

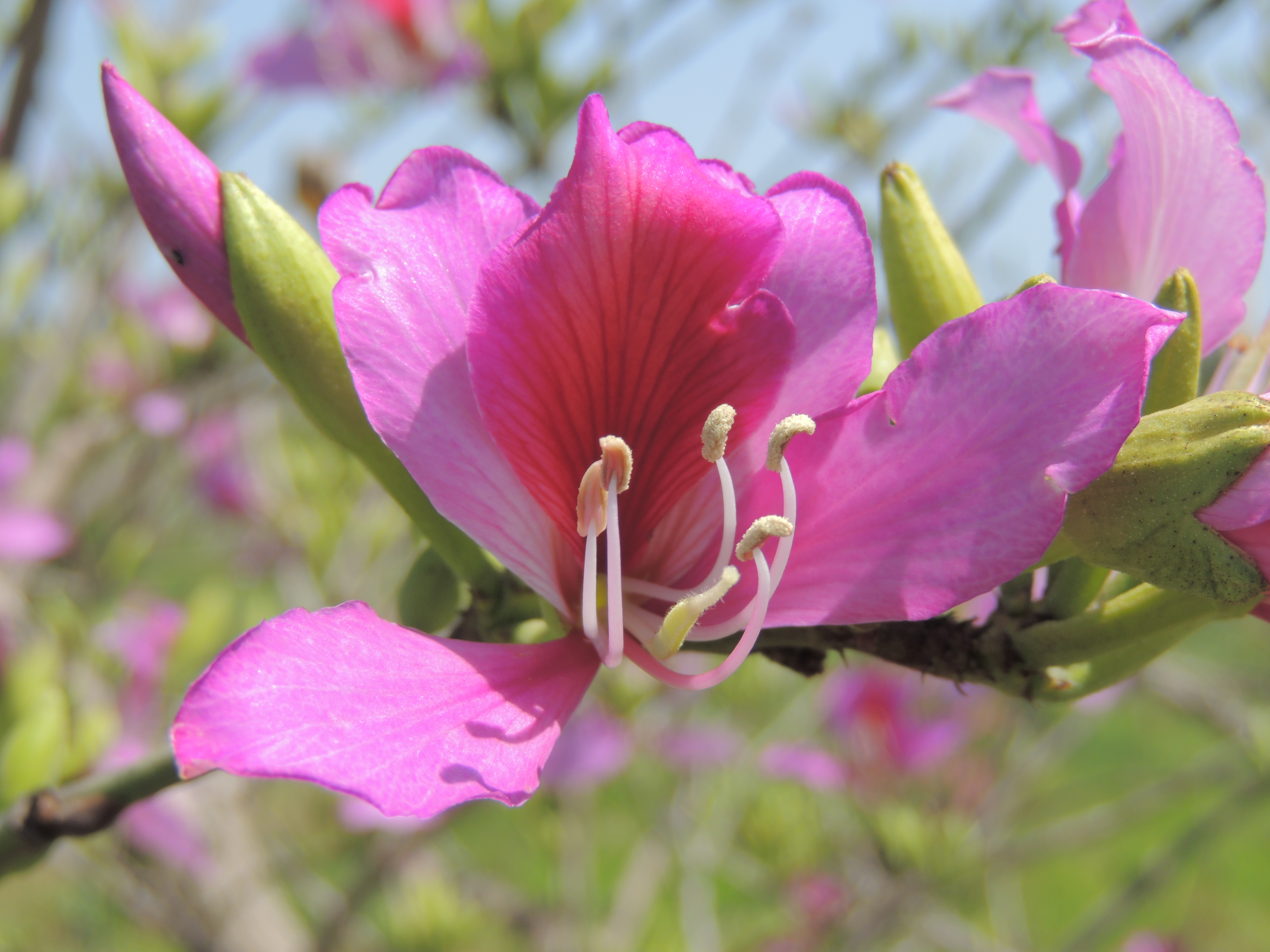
Hoa ban tím

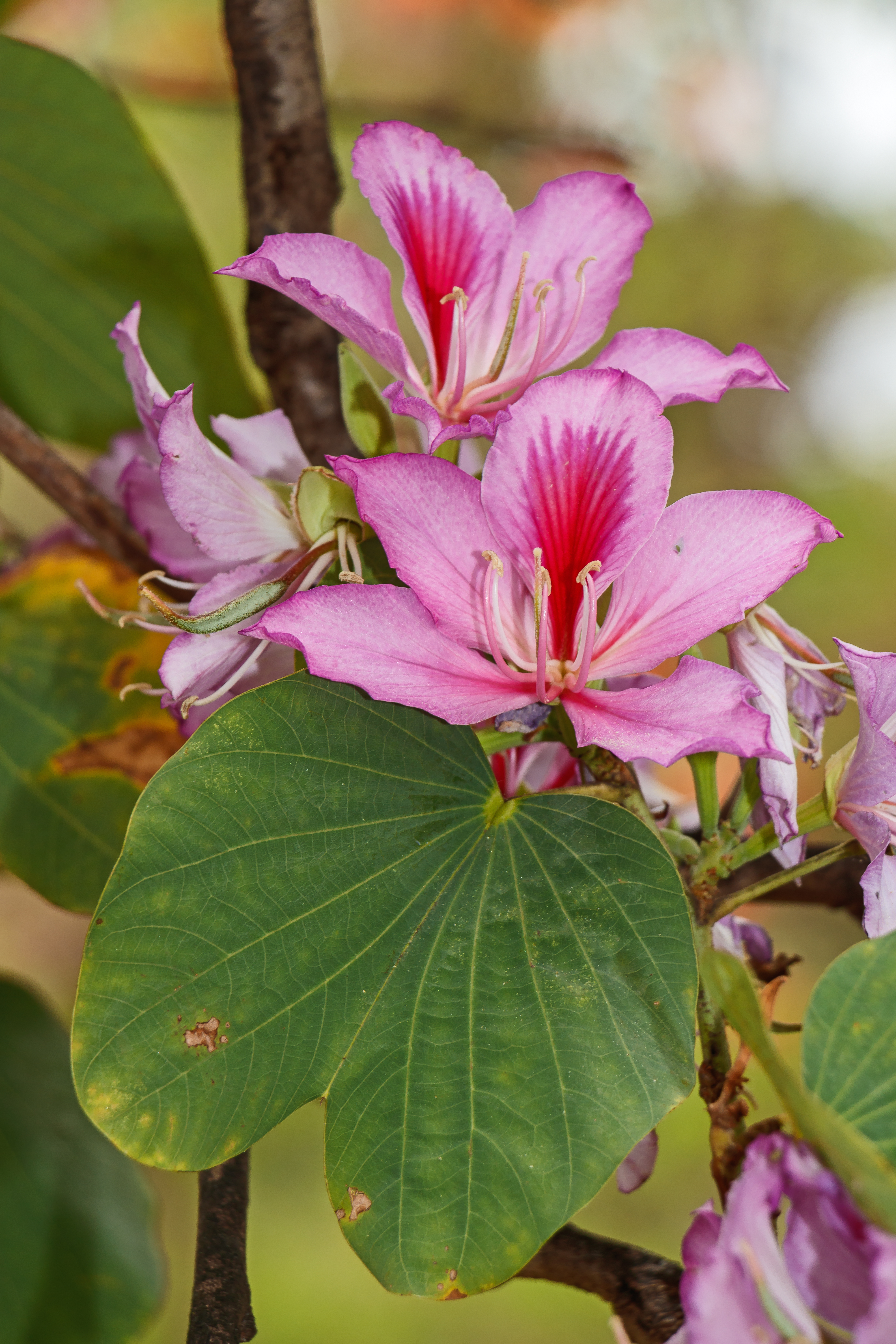

Theo Tropicos thì họ đang công nhận tồn tại 4 thứ/ giống:
- Thứ/ giống Bauhinia variegata var. alboflava de Wit
- Thứ/ giống Bauhinia variegata var. candida (Aiton) Buch.-Ham.
- Thứ/ giống Bauhinia variegata var. chinensis DC.
- Thứ/ giống Bauhinia variegata var. variegata L.

### Danh pháp đồng nghĩa
- Bauhinia chinensis Vogel
- Bauhinia decora Uribe
- Bauhinia variegata var. chinensis DC.
- Phanera variegata (L.) Benth.

## Sử dụng
Cây được trồng làm cây cảnh quan đường phố, cảnh quan khuôn viên. Hoa ăn được như là món nộm hoặc dùng nấu canh. Gỗ dùng đóng các đồ dùng thông thường hoặc dùng làm củi đun. Ở Ấn Độ theo liều lượng dùng và cách chế biến khác nhau mà vỏ dùng làm thuốc hàn vết thương, chữa bệnh ngoài da, loét và tràng nhạc. Chồi khô dùng trị lỵ, trị ỉa chảy và trị giun; sắc nước rễ trị đầy hơi, trướng bụng và trị nọc rắn cắn.

## Thư viện ảnh

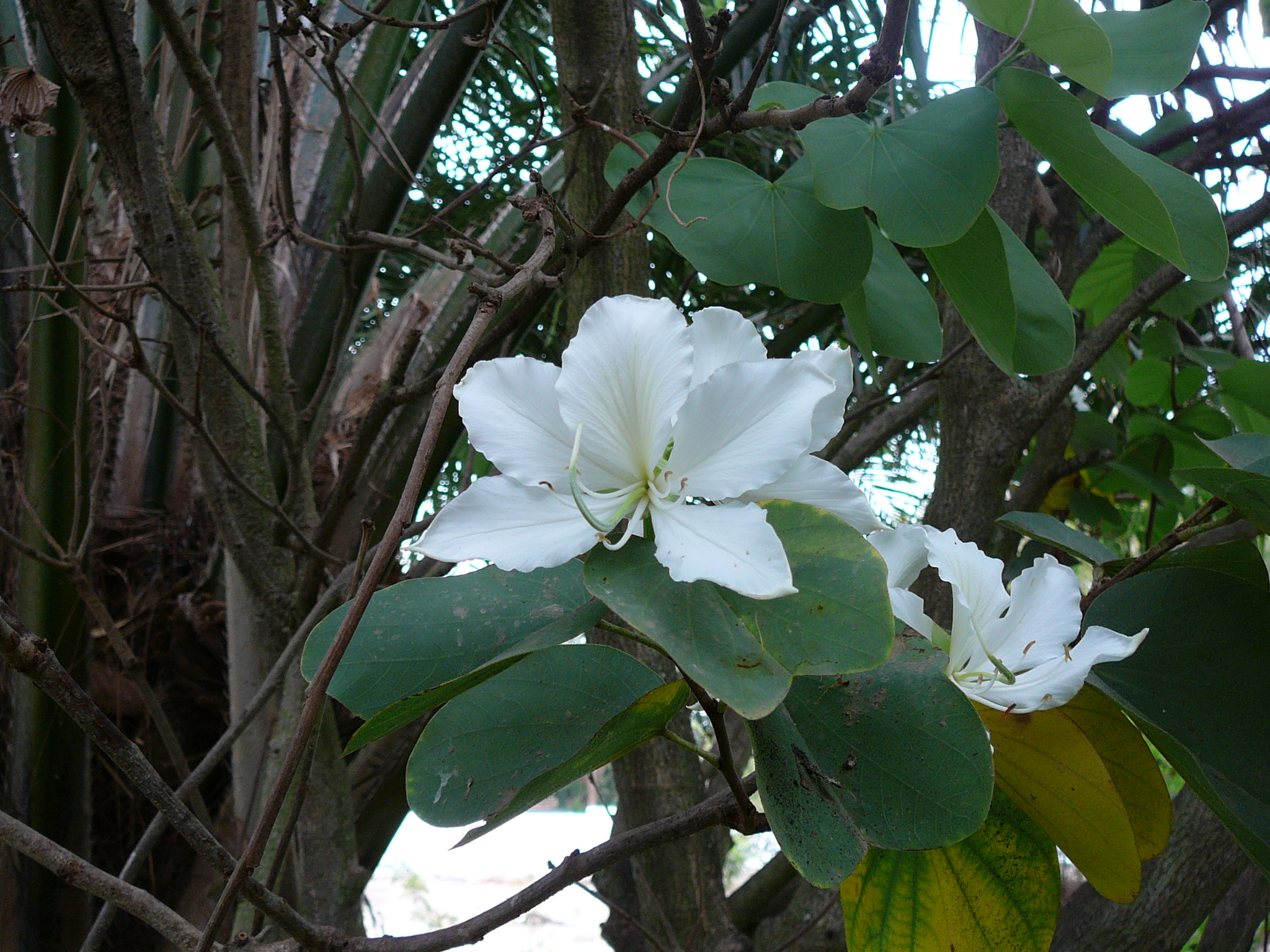
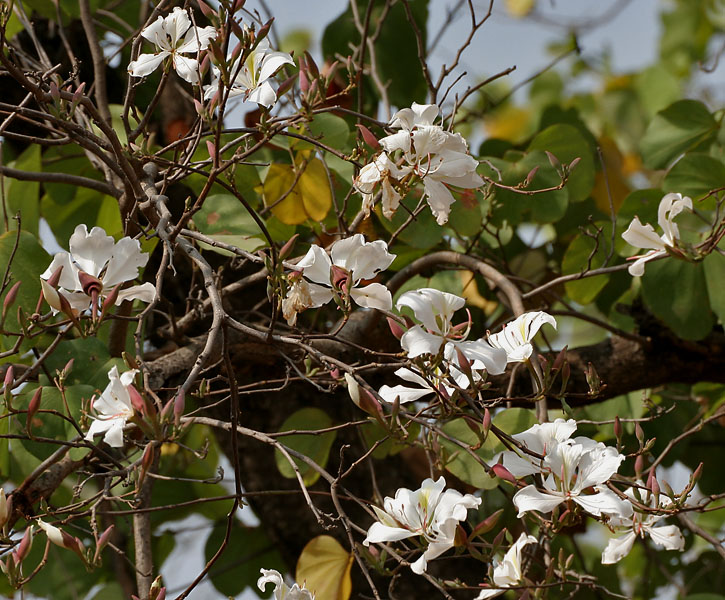
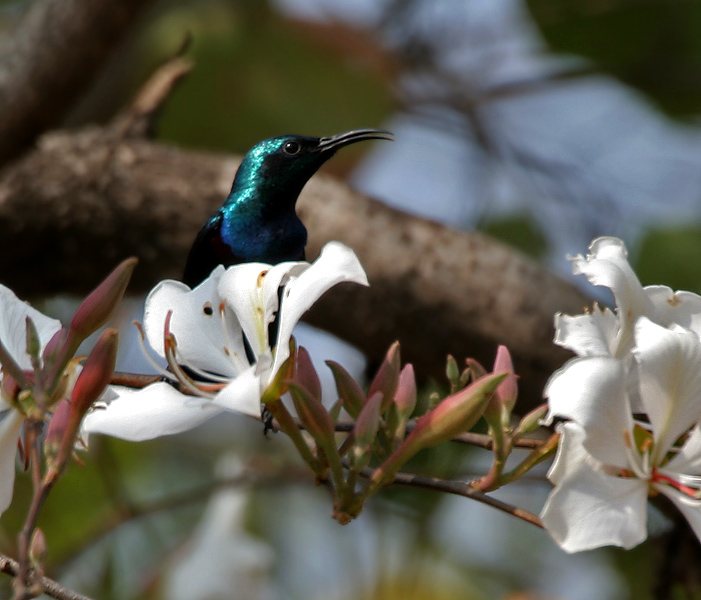

Hoa ban trắng
Hoa ban tím

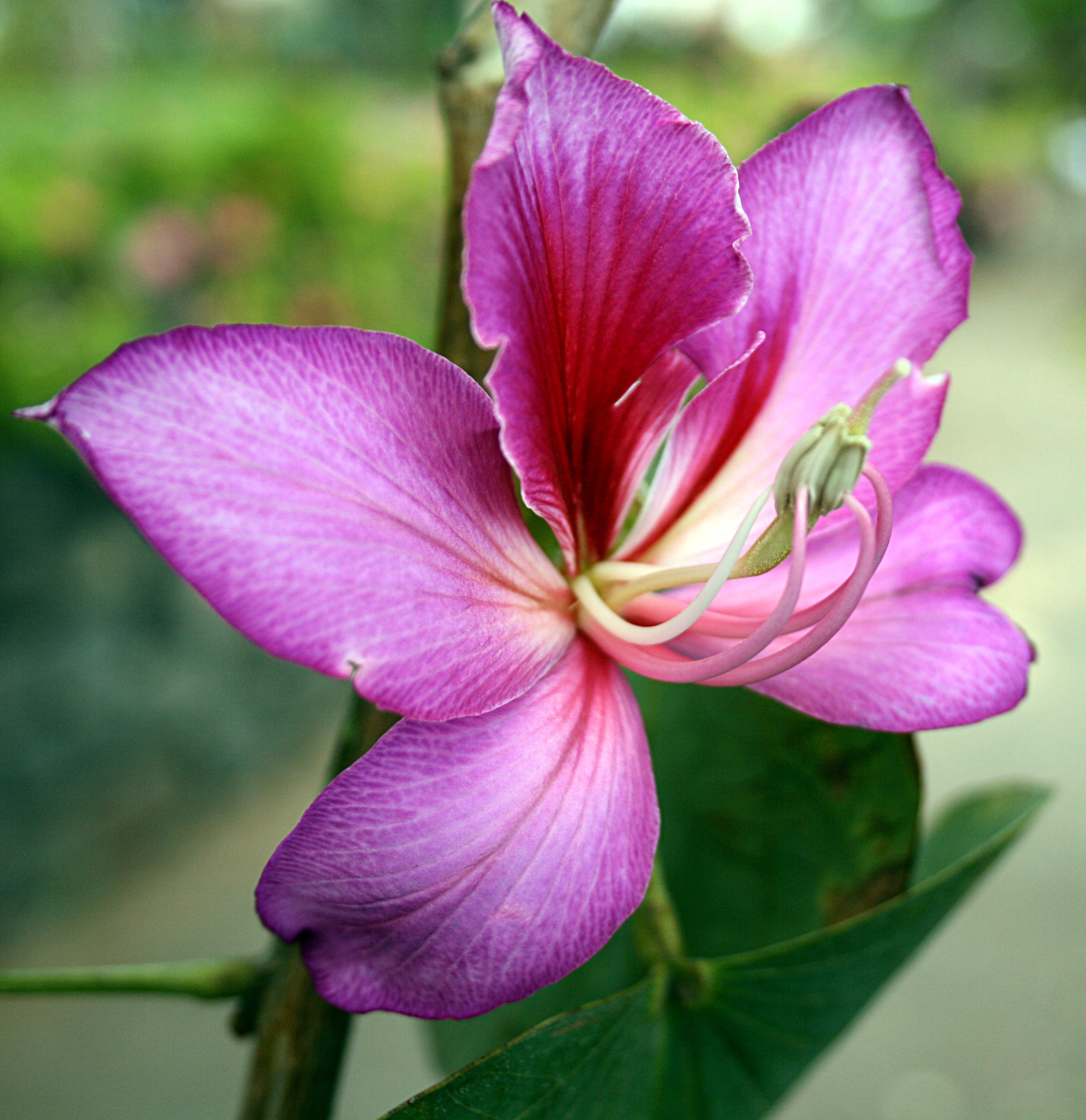
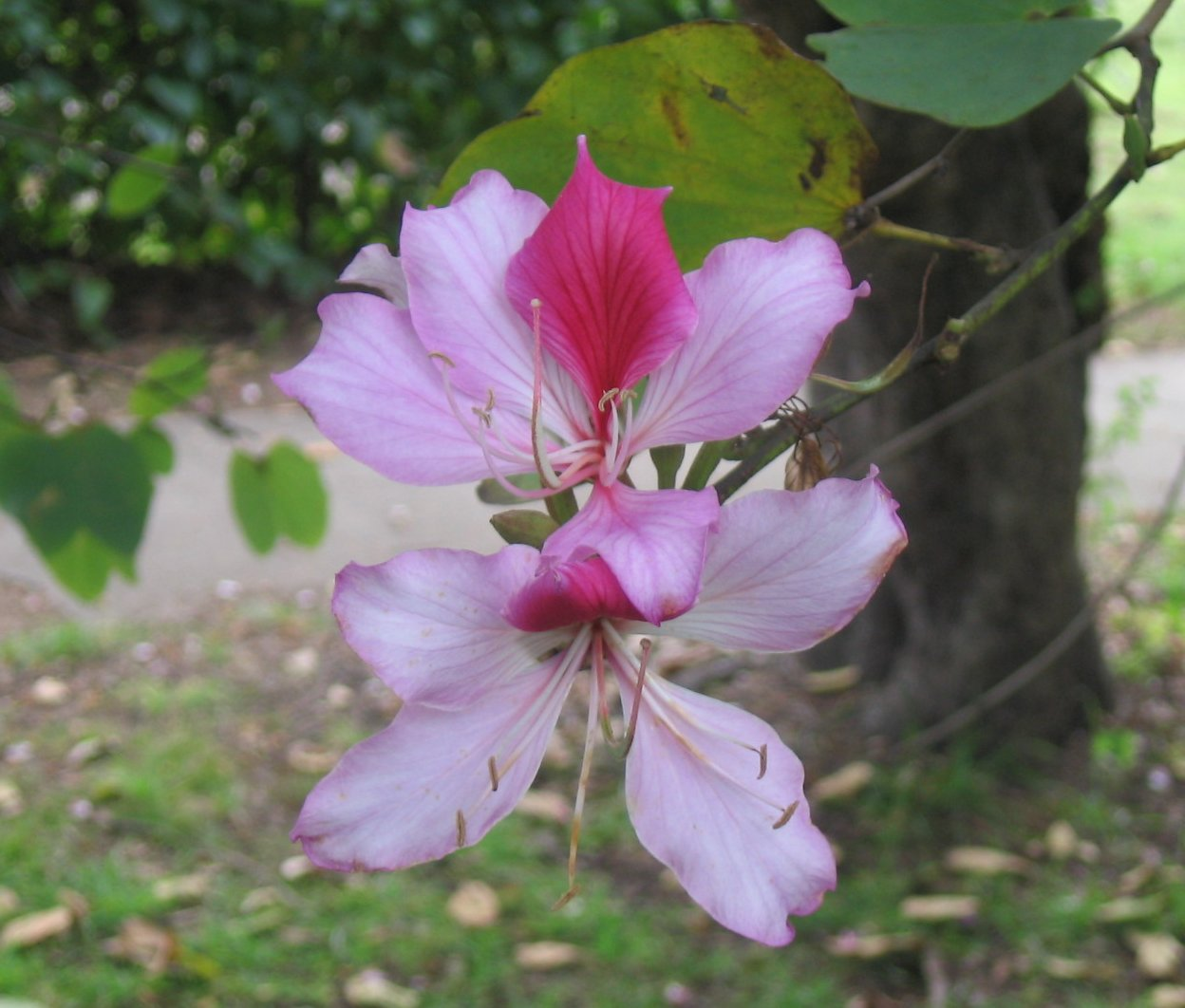
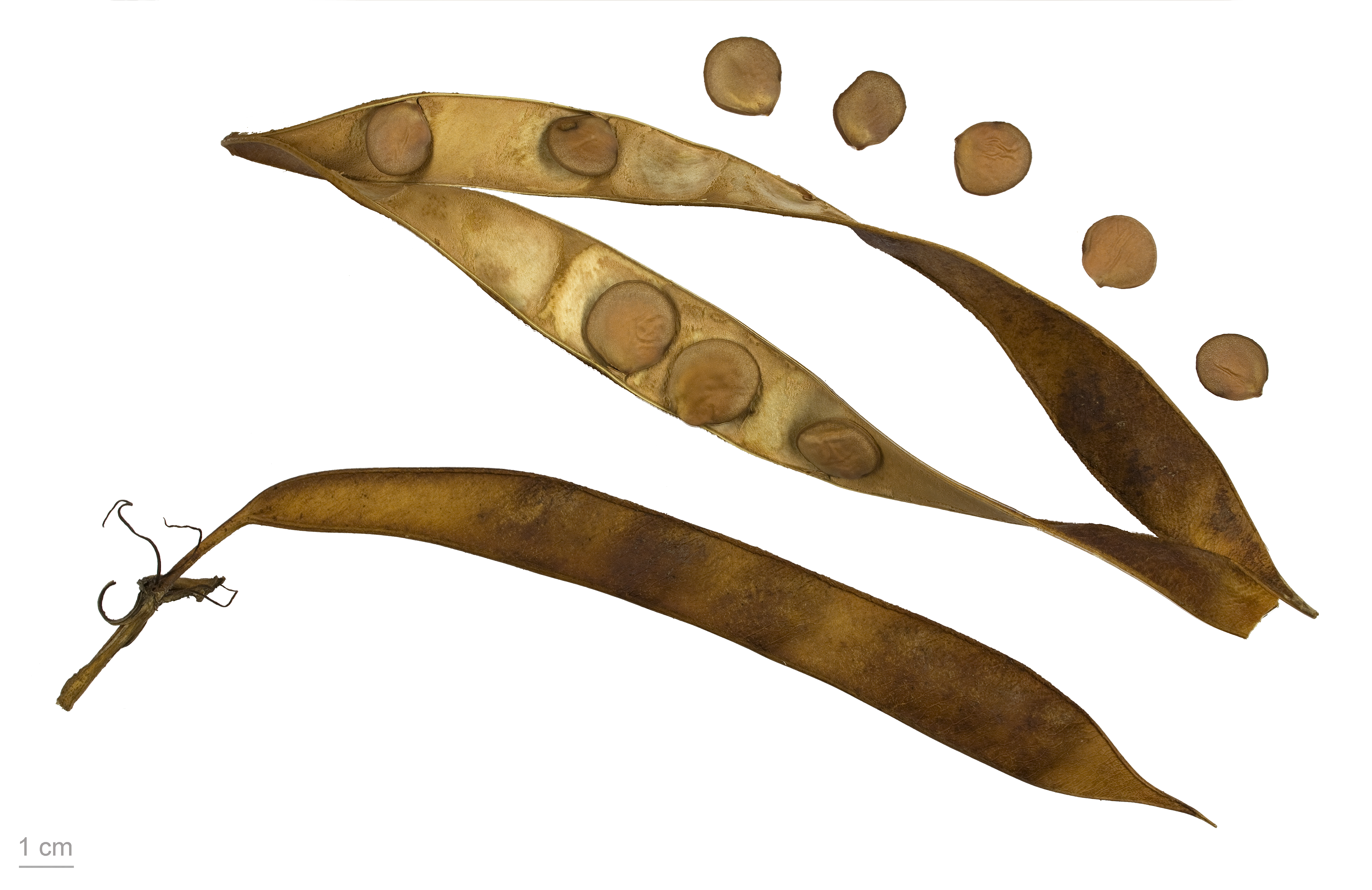
Bauhinia variegata - Museum specimen
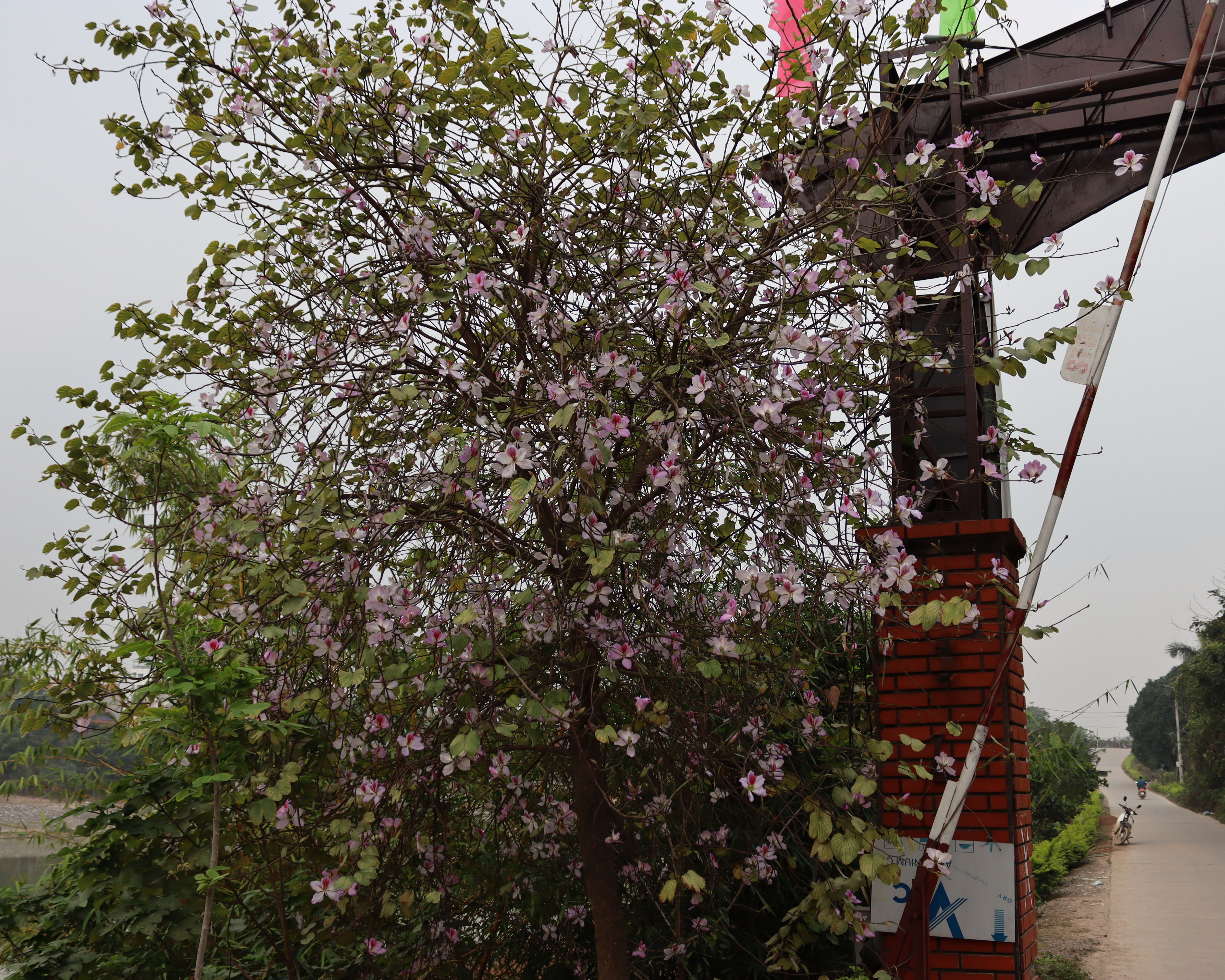
Một cây hoa ban mùa ra hoa
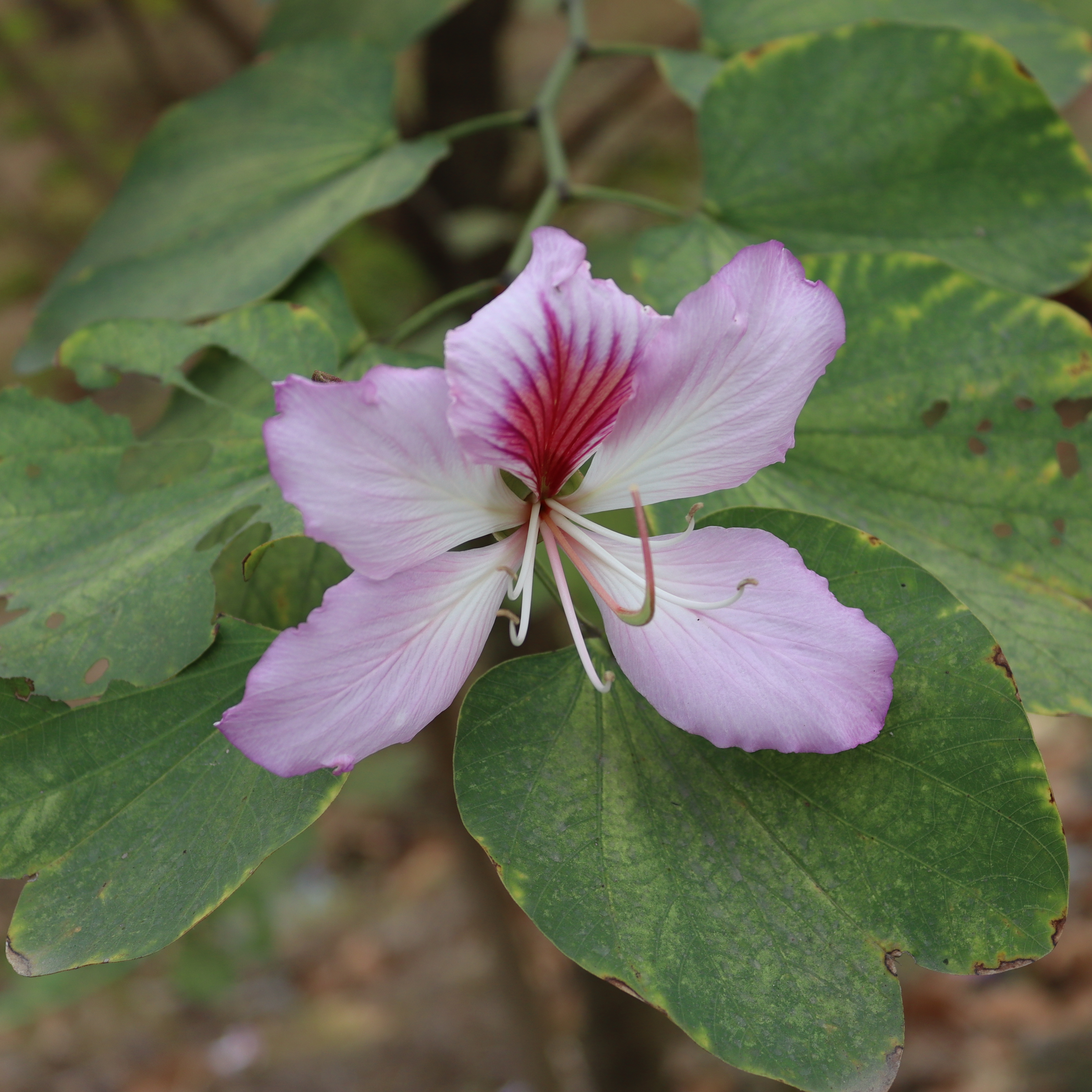
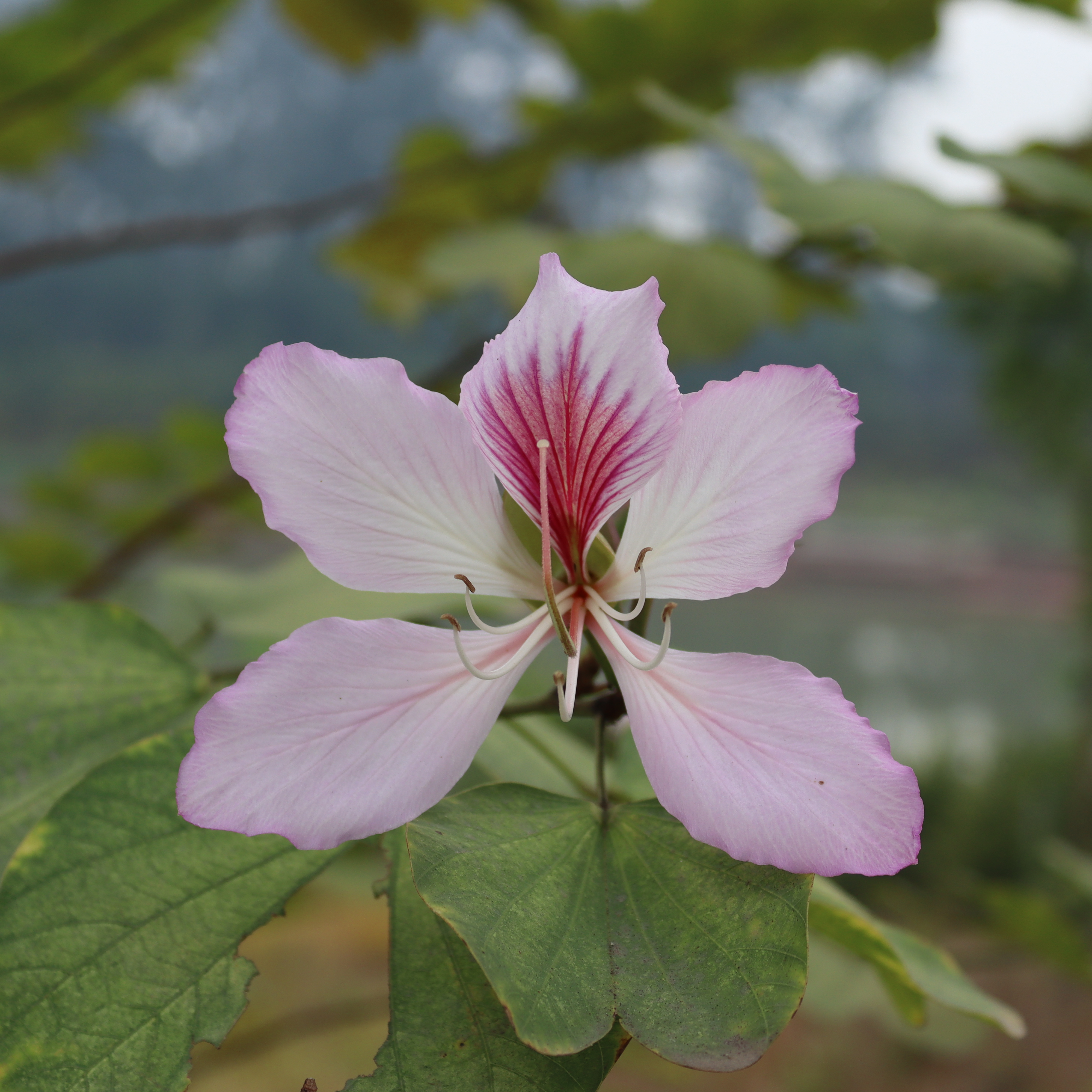